# Agići
Agići är ett samhälle i Bosnien och Hercegovina.   Det ligger i entiteten Republika Srpska, i den norra delen av landet, 140 kilometer norr om huvudstaden Sarajevo. Agići ligger 177 meter över havet och antalet invånare är 203.
Terrängen runt Agići är platt. Närmaste större samhälle är Derventa, 6,4 kilometer sydost om Agići. 
Omgivningarna runt Agići är en mosaik av jordbruksmark och naturlig växtlighet. Runt Agići är det ganska tätbefolkat, med 67 invånare per kvadratkilometer.